# Jeanne Cheirel

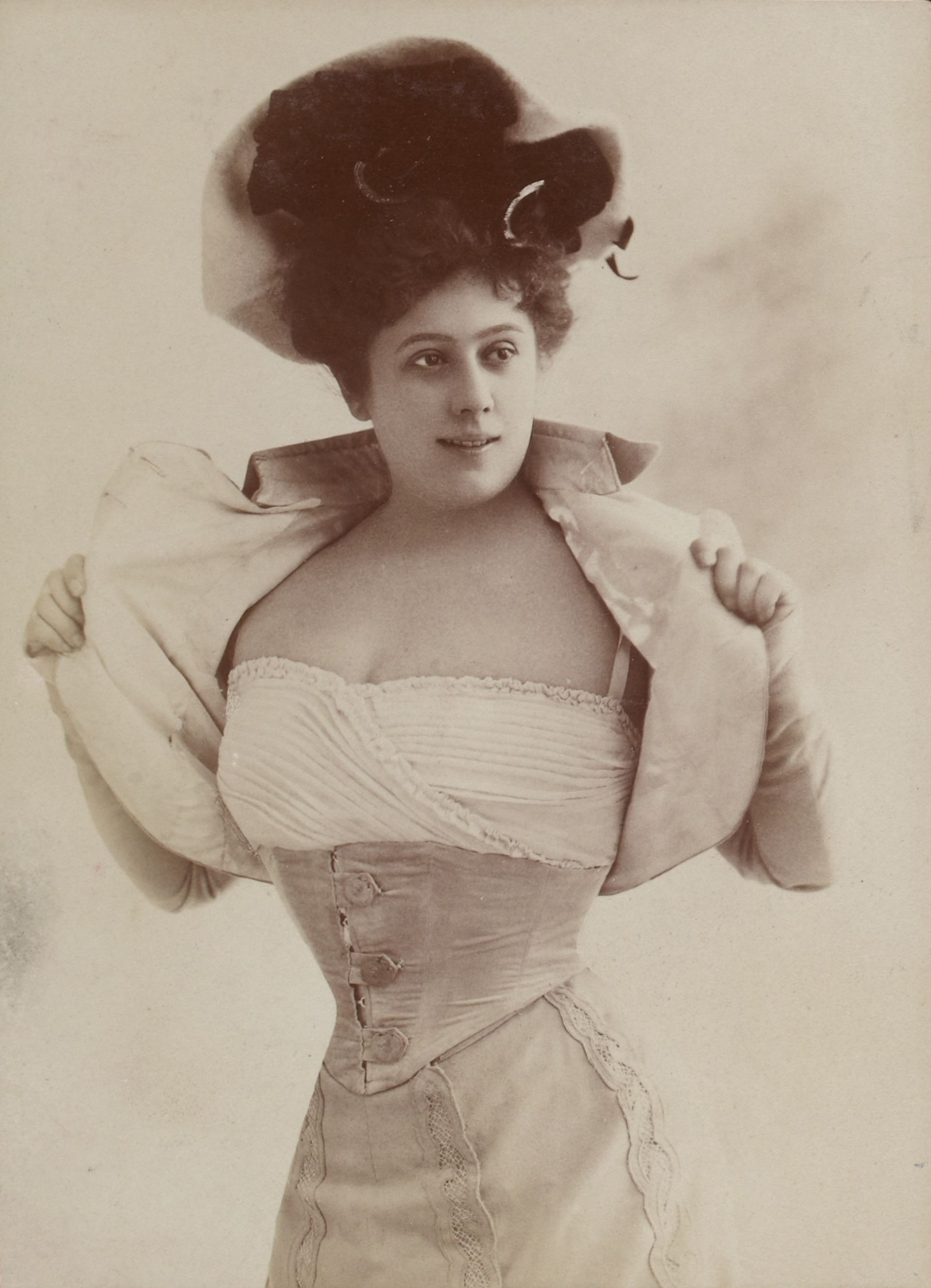
Jeanne Cheirel, c. 1875, no Album Reutlinger de portraits divers, vol. 9. Fotografias de Jean Reutlinger.

Jeanne Cheirel (1869–1934) foi uma actriz francesa de cinema e teatro. Ela fez parte do elenco original de duas peças de Georges Feydeau, Amarrado pela Perna (1894) e O Peru (1896). Ela fez a sua estreia nas telas numa curta-metragem de 1909 e continuou a actuar no cinema até à sua morte em 1934. Ela era tia da actriz Micheline Cheirel.

## Filmografia seleccionada
- Germinal (1913)
- Flipotte (1920)
- Crainquebille (1922)
- A minha tia de Honfleur (1931)
- Ao Luar (1932)
- Vamos tocar na madeira (1933)
- O Sexo mais Fraco (1933)
- As Filhas do Concierge (1934)
- O segredo de Polichinelle (1934)
- O meu coração está a chamar-te (1934)
- Miquette (1934)